# Срби у Португалији
Срби у Португалији су грађани Португалије српског порекла или држављани Србије који живе и раде у Португалији. Процењује се да у Португалији живи око 1000 Срба. На југу Португалије, у Алгарвеу живи око тридесетак Срба. У Лисабону од 2017. постоји српска православна црква Светог Христа Спаса која је добијена на коришћење.

## Познате личности
- Јована Ногић, кошаркашица
- Милан Обрадовић, научник и путописац
- Љубомир Станишић, власник најбољег ресторана на свету[4]
- Владимир Стојковић, фудбалер
- Филип Цветићанин, одбојкаш, репрезентативац Поругалије